# Шеффер, Инга
Инга Шеффер (нем. Inga Schäffer; 28 марта 1923, урождённая Майер-Бояна, нем. Mayer-Bojana — апрель 2009) — австрийская легкоатлетка, призёр Олимпийских игр 1948 года.
Инга Шеффер родилась в 1923 году. В 1943 году она стала чемпионкой Австрии в толкании ядра и метании диска, а на чемпионате Германии (в то время Австрия была частью Германской империи) завоевала серебряную медаль в толкании ядра. В 1948 году она опять стала чемпионкой Австрии в толкании ядра, а также приняла участие в Олимпийских играх в Лондоне, где завоевала бронзовую медаль. В 1949 году она стала чемпионкой Австрии в метании диска.